# Campionati italiani di sci alpino 2006
I Campionati italiani di sci alpino 2006 si sono svolti a Santa Caterina Valfurva dal 21 al 25 marzo. Il programma ha incluso gare di discesa libera, supergigante, slalom gigante, slalom speciale e combinata, tutte sia maschili sia femminili.
Trattandosi di competizioni valide anche ai fini del punteggio FIS, vi hanno partecipato anche sciatori di altre federazioni, senza che questo consentisse loro di concorrere al titolo nazionale italiano.

## Risultati

### Uomini

#### Discesa libera
| Pos. | Atleta              | Nazione | Tempo   |
| ---- | ------------------- | ------- | ------- |
| 1    | Walter Girardi      | Italia  | 1:22,67 |
| 2    | Stefan Thanei       | Italia  | 1:23,27 |
| 3    | Kristian Ghedina    | Italia  | 1:23,50 |
| 4    | Patrick Staudacher  | Italia  | 1:23,69 |
| 5    | Christof Innerhofer | Italia  | 1:24,00 |
| 6    | Werner Heel         | Italia  | 1:24,03 |
| 7    | Roland Fischnaller  | Italia  | 1:24,47 |
| 8    | Alex Happacher      | Italia  | 1:24,49 |
| 9    | Kurt Pittschieler   | Italia  | 1:24,57 |
| 10   | Silvano Varettoni   | Italia  | 1:24,65 |

Data: 21 marzo

#### Supergigante
| Pos. | Atleta              | Nazione | Tempo   |
| ---- | ------------------- | ------- | ------- |
| 1    | Peter Fill          | Italia  | 1:11,63 |
| 2    | Walter Girardi      | Italia  | 1:11,81 |
| 3    | Christof Innerhofer | Italia  | 1:12,06 |
| 4    | Patrick Staudacher  | Italia  | 1:12,76 |
| 5    | Stefan Thanei       | Italia  | 1:12,80 |
| 6    | Michael Gufler      | Italia  | 1:13,01 |
| 7    | Roland Fischnaller  | Italia  | 1:13,12 |
| 8    | Florian Eisath      | Italia  | 1:13,14 |
| 9    | Aronne Pieruz       | Italia  | 1:13,17 |
| 10   | Kristian Ghedina    | Italia  | 1:13,19 |

Data: 23 marzo

#### Slalom gigante
| Pos. | Atleta             | Nazione | Tempo   |
| ---- | ------------------ | ------- | ------- |
| 1    | Florian Eisath     | Italia  | 2:21,65 |
| 2    | Davide Simoncelli  | Italia  | 2:22,36 |
| 3    | Arnold Rieder      | Italia  | 2:22,74 |
| 4    | Walter Girardi     | Italia  | 2:23,02 |
| 5    | Michael Gufler     | Italia  | 2:23,15 |
| 6    | Alessandro Roberto | Italia  | 2:23,32 |
| 7    | Patrick Thaler     | Italia  | 2:23,52 |
| 8    | Kurt Pittschieler  | Italia  | 2:23,54 |
| 9    | Stefan Thanei      | Italia  | 2:23,55 |
| 10   | Mirko Deflorian    | Italia  | 2:23,86 |

Data: 24 marzo

#### Slalom speciale
| Pos. | Atleta             | Nazione | Tempo   |
| ---- | ------------------ | ------- | ------- |
| 1    | Giuliano Razzoli   | Italia  | 1:44,92 |
| 2    | Luca Moretti       | Italia  | 1:45,70 |
| 3    | Cristian Deville   | Italia  | 1:46,55 |
| 4    | Michel Davare      | Italia  | 1:46,60 |
| 5    | Wolfgang Hell      | Italia  | 1:46,66 |
| 6    | Andreas Erschbamer | Italia  | 1:46,84 |
| 7    | Edoardo Zardini    | Italia  | 1:47,09 |
| 8    | Mirko Deflorian    | Italia  | 1:47,18 |
| 9    | Luca Tiezza        | Italia  | 1:47,20 |
| 10   | Matteo Marsaglia   | Italia  | 1:48,06 |

Data: 25 marzo

#### Combinata
| Pos. | Atleta              | Nazione |
| ---- | ------------------- | ------- |
| 1    | Christof Innerhofer | Italia  |
| 2    | Kurt Pittschieler   | Italia  |
| 3    | Florian Eisath      | Italia  |

Data: 25 marzo

### Donne

#### Discesa libera
| Pos. | Atleta           | Nazione | Tempo   |
| ---- | ---------------- | ------- | ------- |
| 1    | Nadia Fanchini   | Italia  | 1:24,60 |
| 2    | Elena Fanchini   | Italia  | 1:25,96 |
| 3    | Verena Stuffer   | Italia  | 1:26,33 |
| 4    | Lucia Mazzotti   | Italia  | 1:26,35 |
| 5    | Wendy Siorpaes   | Italia  | 1:26,47 |
| 6    | Larissa Hofer    | Italia  | 1:26,81 |
| 7    | Chiara Maj       | Italia  | 1:26,84 |
| 8    | Camilla Borsotti | Italia  | 1:26,99 |
| 9    | Camilla Alfieri  | Italia  | 1:27,15 |
| 10   | Giulia Gianesini | Italia  | 1:27,37 |

Data: 22 marzo

#### Supergigante
| Pos. | Atleta           | Nazione | Tempo   |
| ---- | ---------------- | ------- | ------- |
| 1    | Nadia Fanchini   | Italia  | 1:15,22 |
| 2    | Karoline Trojer  | Italia  | 1:15,84 |
| 3    | Giulia Gianesini | Italia  | 1:16,38 |
| 3    | Lucia Recchia    | Italia  | 1:16,38 |
| 5    | Larissa Hofer    | Italia  | 1:16,73 |
| 6    | Chiara Maj       | Italia  | 1:16,76 |
| 7    | Camilla Borsotti | Italia  | 1:16,97 |
| 8    | Magdalena Eisath | Italia  | 1:17,02 |
| 9    | Enrica Cipriani  | Italia  | 1:17,26 |
| 10   | Hilary Longhini  | Italia  | 1:17,29 |

Data: 23 marzo

#### Slalom gigante
| Pos. | Atleta               | Nazione | Tempo   |
| ---- | -------------------- | ------- | ------- |
| 1    | Manuela Mölgg        | Italia  | 2:24,46 |
| 2    | Giulia Gianesini     | Italia  | 2:25,49 |
| 3    | Lucia Mazzotti       | Italia  | 2:25,61 |
| 4    | Magdalena Eisath     | Italia  | 2:25,80 |
| 5    | Irene Curtoni        | Italia  | 2:26,67 |
| 6    | Denise Karbon        | Italia  | 2:26,72 |
| 7    | Nicole Gius          | Italia  | 2:27,03 |
| 8    | Wendy Siorpaes       | Italia  | 2:27,12 |
| 9    | Karoline Trojer      | Italia  | 2:27,47 |
| 10   | Michaela Watschinger | Italia  | 2:28,09 |

Data: 25 marzo

#### Slalom speciale
| Pos. | Atleta                  | Nazione       | Tempo   |
| ---- | ----------------------- | ------------- | ------- |
| 1    | Manuela Mölgg           | Italia        | 1:50,51 |
| 2    | Lucia Mazzotti          | Italia        | 1:50,77 |
| 3    | Marina Nigg             | Liechtenstein | 1:51,25 |
| 4    | Giulia Candiago         | Italia        | 1:51,68 |
| 5    | Irene Curtoni           | Italia        | 1:51,86 |
| 6    | Anna Marconi            | Italia        | 1:52,30 |
| 7    | Karen Persyn            | Belgio        | 1:52,36 |
| 8    | Nicole Gius             | Italia        | 1:52,77 |
| 9    | Macarena Simari Birkner | Argentina     | 1:53,01 |
| 10   | Karoline Trojer         | Italia        | 1:53,06 |

Data: 24 marzo

#### Combinata
| Pos. | Atleta           | Nazione |
| ---- | ---------------- | ------- |
| 1    | Lucia Mazzotti   | Italia  |
| 2    | Giulia Gianesini | Italia  |
| 3    | Larissa Hofer    | Italia  |

Data: 24 marzo